# Сражение при Марстранде
Битва при Марстранде — сражение между шведской и датской армиями, состоявшееся в 1677 году у города Марстранд и завершившееся победой датчан в рамках Датско-шведской войны 1675—1670 годов.

## Предыстория
В январе 1677 года шведская армия заняла позиции у города Стрёмстад. Однако ударили лютые морозы, и никаких военных действий в этих местах не велось до июня, когда Ульрик Фредерик Гюлленлёве отправил 2000 солдат под командованием генерала Ханса Лёвенъельма через границу в Бохуслен для взятия Стрёмстада. После этого Лёвенхельм подступил к Уддевалле. Одновременно Гюлленлёве отправил значительную силу (1600 солдат по датским источникам, 3000 — по шведским) в направлении Марстранда. Он высадился на соседнем острове Куён 6 июля и начал осаду города.

## Ход сражения
Марстранд защищали Карлстенская крепость и три форта: Малеперт (на восточной стороне, у северного входа в гавань), Густавсберг (у южного входа в гавань) и Хедвигсхольм (в самом порту). Защитников было около 600 во главе с комендантом Андерсом Синклером.
Датчане в первую очередь атаковали Хедвигсхольм. Выдержав несколько атак, шведы, защищавшие форт, были вынуждены сдать его и 20 июля отступить в Карлстенскую крепость. Малеперт было захвачен ещё 13 июля, а вскоре был оставлен и Густавсберг. Карлстенская крепость теперь находилась на линии огня, и после сильного обстрела со всех сторон гарнизон, наконец, 23 июля сдался на том условии, что командир вместе со своими людьми сможет удалиться в провинцию Вермланд.

## Последствия
После захвата Карлстенской крепости Гюлленлёве оставил сильный отряд под командованием Лёвенъельма для защиты Марстранда, после чего вернулся в Норвегию. Захват Марстранда дал датчанам незамерзающий порт. Это, в свою очередь, усилило датскую блокаду Гётеборга. Однако Лёвенъельм вскоре оказался под угрозой приближения шведских войск и в августе удалился со своими людьми в Стрёмстад.